# Nepenthes merrilliana
Nepenthes merrilliana là một loài cây nắp ấm nhiệt đới bản địa Philippines. Nó được đặt tên theo Elmer Drew Merrill. Nó có bình ấm thuộc nhóm lớn nhất trong chi, có thể sánh với bình ấm của cây N. rajah. Đây là loài bản địa bắc bộ và trung bộ Mindanao cũng như Dinagat và đảo Samar. Nó mọc trên sườn dốc của rừng trên núi ở độ cao cho đến 1100 mét trên mực nước biển.

## Hình ảnh

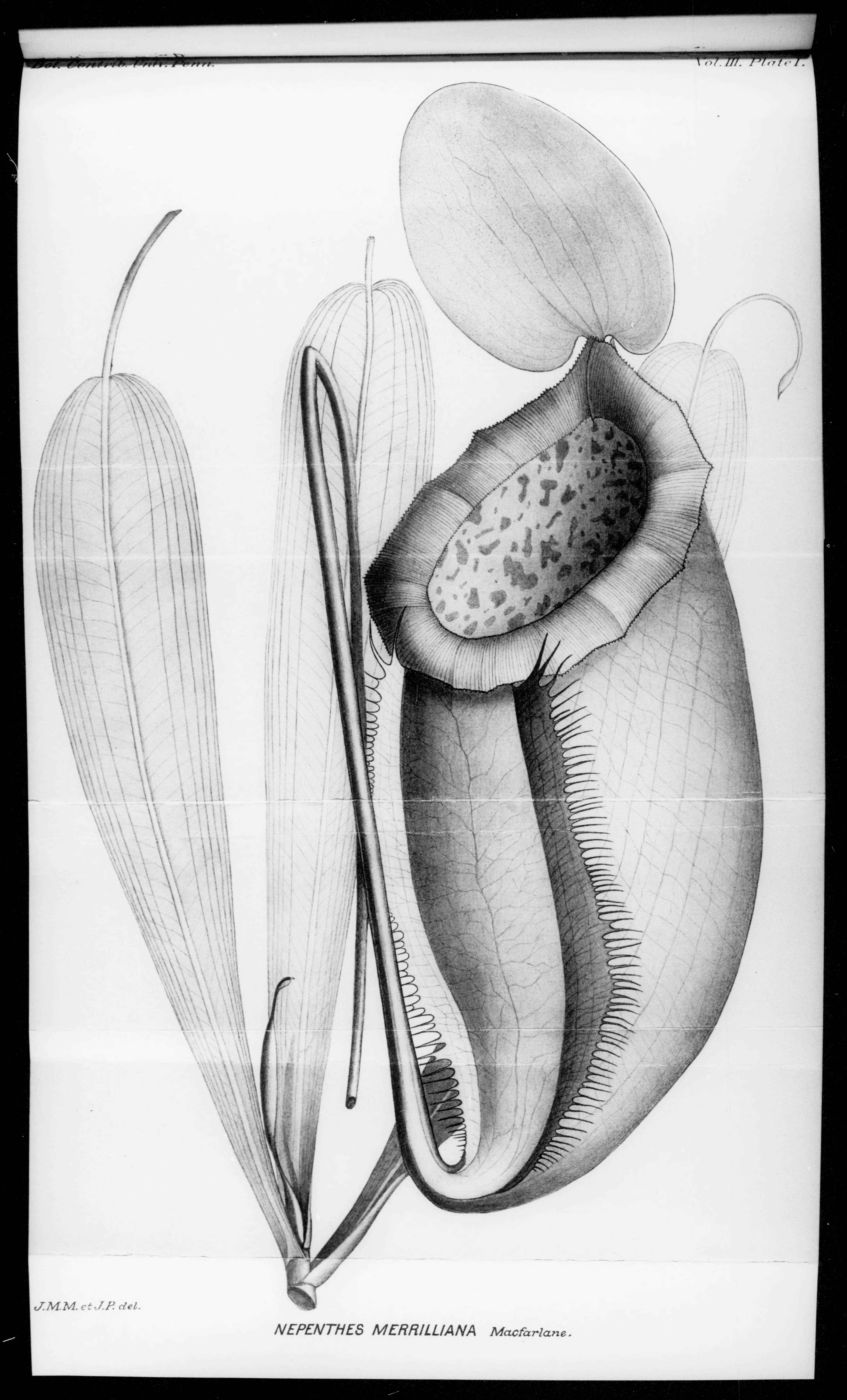
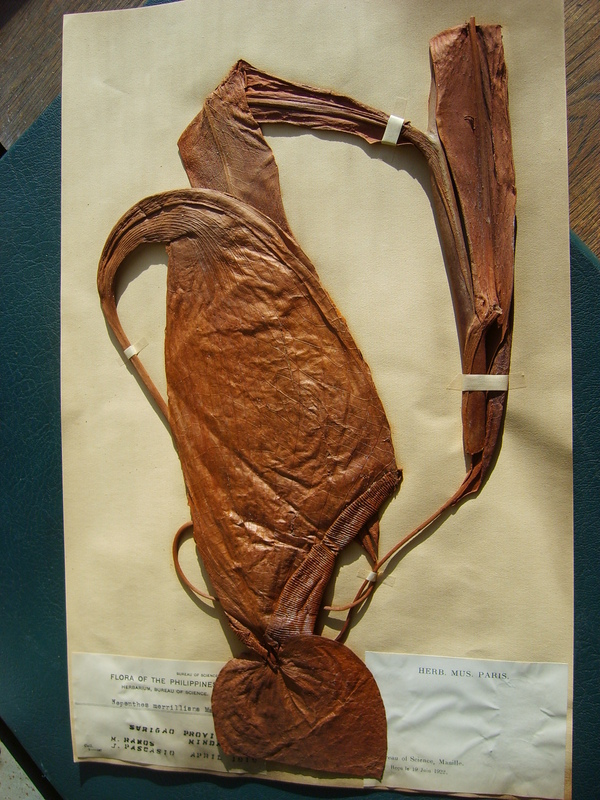